# 莫斯科凱旋門
莫斯科凱旋門（Моско́вские Триумфа́льные воро́та）一座俄羅斯凱旋門，紀念1812年俄羅斯在衛國戰爭中打敗由拿破崙率領的法國軍隊。

## 歷史
莫斯科凱旋門是莫斯科現存最古老的凱旋門，建於1829年至1834年。莫斯科凱旋門位於在特維爾門廣場，由若泽·博韦設計，紀念俄羅斯的大勝拿破崙。莫斯科凱旋門取代1814年完成的木製凱旋門。
1936年，莫斯科凱旋門被拆除，因斯大林重建莫斯科市中心。第二次世界大戰後，計劃重建莫斯科凱旋門於白俄羅斯站前方。
目前的莫斯科凱旋門是1966年至1968年重建完成。